# Mr. Crowley
"Mr. Crowley" é uma canção de heavy metal do cantor britânico Ozzy Osbourne inspirada pelo ocultista Aleister Crowley, lançada no álbum Blizzard of Ozz, de 1980. É o segundo single, depois de "Crazy Train", deste primeiro álbum solo deste artista depois da sua separação da banda Black Sabbath. Atingiu o 46º lugar nas tabelas musicais inglesas. Os músicos que tocam esta musica são o guitarrista Randy Rhoads, o baixista  Bob Daisley e o baterista Lee Kerslake. Don Airey é quem faz a introdução de órgão.
O segundo solo da música, tocado por Rhoads, é considerado o 28º melhor solo em 100 pela revista Guitar World, e número 34 na lista dos 50 melhores solos da Planet Rock.
Muitos covers lhe foram feitos incluindo bandas como Moonspell, Cradle Of Filth e The Cardigans e por artistas como Tim "Ripper" Owens, Joe Lynn Turner, George Lynch e Michael Angelo Batio

## Formação
- Ozzy Osbourne – vocal
- Randy Rhoads – guitarra
- Bob Daisley – baixo
- Don Airey – órgão
- Lee Kerslake – bateria

1. ↑  «Ozzy Osbourne - Mr Crowley». Allmusic. Consultado em 10 de abril de 2019
2. 1 2  Mills, Matt (8 de fevereiro de 2024). «Lawsuits, warfare and "bone movies": The stories behind every song on Ozzy Osbourne's Blizzard Of Ozz». Metal Hammer. Future plc. Consultado em 21 de março de 2025
3. ↑  100 Greatest Guitar Solos